# Konstantin Khrabtsov
Constantin Leonidovitch Khrabtsov (en russe Константин Леонидович Храбцов), né le 27 mai 1958 à Moscou est un coureur cycliste soviétique des années 1980/1990. Essentiellement coureur sur piste,  il a été Champion du monde en 1982. Il a été un des rares pistards soviétiques à s'aligner dans des épreuves hivernales des Six jours. Il passe chez les professionnels en  1989.

## Palmarès
- 1982
  -  Champion d'URSS en poursuite par équipes avec l'équipe 1 de l'Union soviétique[1]
  -  Champion du monde en Poursuite par équipes avec l'équipe de l'URSS avec Alexandre Krasnov, Valeri Movchan, Sergeï Nikitenko.
- 1987
  -  Champion d'URSS du kilomètre contre-la-montre[2]
  -  3e du Championnat du monde du kilomètre contre-la-montre
- 1989
  - 2e des Six jours de Gand, avec Danny Clark
  - Participation avec Marat Ganeïev aux  Six jours de Munich (7e), aux Six jours de Copenhague (7e), aux Six jours de Dortmund (8e), aux Six jours de Paris (12e)
- 1990
  - 2e des Six jours de Bassano del Grappa avec Marat Ganeïev
  - 2e des Six jours de Gand avec Marat Ganeïev
  - 3e des Six jours de Dortmund avec Marat Ganeïev
  - Participation aux Six jours d'Anvers (4e avec Stan Tourné), de Bordeaux (5e avec Marat Ganeïev), de Grenoble (6e avec Marat Ganeïev), de MunichMunich (6e avec Marat Ganeïev),  de Brême (8e avec Marat Satybaldeiev), de Stuttgart (11e avec Marat Satybaldeiev), de Berlin (12e avec Uldis Ansons).
- 1991
  - Vainqueur des Six jours de Moscou, avec Marat Ganeïev
  - 3e du Grand Prix Betekom
  - Participation avec Marat Ganeïev, aux Six jours de Dortmund (4e), de Grenoble (4e), de Munich (7e).
- 1992
  - Participation avec Marat Ganeïev, aux Six jours de Gand (4e), de Munich (5e, de  Cologne (6e), de Bordeaux (7e), de Brême (9e),
  - avec d'autres coéquipiers, participation aux Six jours de Copenhague (5e avec Jesper Worre), de Dortmund (6e avec Erik Zabel), d'Anvers (7e avec M. Van der Hulst).
- 1993
  - Vainqueur des Six jours d'Anvers, avec Etienne De Wilde[3]
  - Vainqueur d'une course à l'américaine à Anvers, avec Frank Vandenbroucke
  - 3e des Six jours de Stuttgart, avec Peter Pieters
  - participation aux Six jours de Gand (6e avec Stan Tourné), de Brême (6e avec Marat Ganeïev), de Cologne (8e avec M. Haase}, de Dortmund (9e avec Torsten Schmidt), de Munich (10e avec Mauro Ribeiro).
- 1994
  - Participation aux Six jours d'Anvers (4e avec Stan Tourné), de Cologne (6e avec Torsten Schmidt), de Brême (6e avec Tony Doyle), de Stuttgart (7e avec Markus Hess), de Zurich (8e avec Alexander Gontchenkov), de Gand (8e avec Johnny Dauwe), de Munich, de Dortmund.